# Le Troisième Argument
 (août 2016).
Le contenu est difficilement compréhensible vu les erreurs de traduction, qui sont peut-être dues à l'utilisation d'un logiciel de traduction automatique.
Le Troisième Argument (serbe: Treći argument/Трећи аргумент) est un album de bande-dessinée et roman graphique fantastique, basé sur les écrits de Milorad Pavić, avec scénario par Zoran Stefanović et dessins et mise en couleur par Zoran Tucić.

## Résumé
Selon les critiques, Le Troisième Argument est une BD énigmatique, peu commune même dans le contexte mondial. Elle a été créée d’après les histoires du candidat serbe au Prix Nobel, « Le premier écrivain du XXIe siècle », Milorad Pavić (1929 - 2009). La BD a été réalisée par le dessinateur Zoran Tucić et le scénariste Zoran Stefanovic d’après les motifs des écrits de Pavić, ses histoires « Le service à thé Wedgwood », « Les chevaux de Saint-Marc ou Le Roman de Troie » et « Le troisième argument », ainsi que ses poèmes « Le jeu d’échecs avec des chiffres mexicains » et « Le Roman de Troie ».
Trois histoires constituent l’ensemble qui traite de la « Question européenne » ou « balkanique », à partir des points de vue historique, anthropologique, psychologique, mystique et politique — les préjugés, les traumatismes et les mythes. Le roman d’amour cache l’histoire de la matière, les événements historiques décrivent l’abîme du temps, et le troisième argument est celui qui est décisif non seulement pour le sort de l’Europe, mais également pour celui de l’humanité et de la civilisation tout entière.
Depuis sa création en 1995, la bande dessinée a connu un grand succès auprès du public et des critiques du Sud-Est Européen (Yougoslavie, Chypre) où elle a remporté tous les principaux prix nationaux. Ensuite, elle fut présentée au public mondial via les États-Unis d'Amérique et le magazine Heavy Metal (1998-2000, vendu 100.000 exemplaires en moyenne). Maintenant, il est publié en France par YIL Edition (2016), en Serbie par Komiko et dans d' autres pays.
Ont participé : Jasmina Ignjatović, costumographe (costumes de dames dans la première histoire) ; le peintre et sculpteur Jasna Nikolić (figures - concepts) ; le photographe d’art Milinko Stefanović ; les traducteurs du serbe en français : Gorica Todosijević, Jean Descat et Dragan Lazarević/Dragan de Lazare (la bande dessinée), et Maja Stefanović (appendice). Design graphique : Rade Tovladijac
D'une manière postmoderne, le roman graphique est mentionné plus tard roman de Pavic, La boîte d'écriture.

## Accueil critique
- « Un véritable roman graphique visuellement brillant. » — Archie Goodwin[4]
- « En ces vrais peintres: Đorđe Milović, Željko Pahek et Zoran Tucić, nous avons des créateurs contemporains d’une importance véritablement internationale. » — Paul Gravett[5]
- « Les auteurs ont, d’une manière très précise, touché l’esprit, l’essence enchevêtré puis démêlé du style onirique qui a attiré tant de lecteurs à la prose du Pavić. (...) La civilisation byzantine est omniprésente dans Le troisième argument, et cela est tout à son honneur. » — Pavle Zelić
- « Un travail mûr, valable qui présente deux auteurs de talent pour lesquels l’essence du langage de la bande dessinée n’a aucun secret. » — Ilija Bakić
- « Les détails du mystère de cette réalisation intéressante attendent que chaque lecteur les découvre, un par un, comme dans un jeu de plateau où l’on doit lancer les dés dans le but d’arriver à un certain endroit. » — Marko Fančović
- « La meilleure adaptation d’une œuvre littéraire de l’histoire de la bande dessinée serbe. » — Vasa Pavković
- « Faite à la recette de trois couleurs — blanc, rouge et bleu, les histoires elles-mêmes offrent une interprétation de leur propre spectre, qui, par opposition aux phrases des penseurs européens, illuminés et rationnels sur Liberté, Égalité, Fraternité, divergent vers les éternelles catégories Balkaniques d’Avenir, de Présent et de Passé. » — Jelena Tasić
- « Le service à thé Wedgwood est une quête mythologique de sens, racontée avec un langage visuel riche et au suspense narratif strict. La simulation transcende la réalité la comprimant entièrement dans un symbolisme décoratif. Je n’ai vu cette émanation intérieure que chez Kurosawa, dans ces Dodes'kaden et Rêves. » — Slobodan Škerović[6],[7]
- « Un arret de programme survient et une avalanche d’enthousiasme jaillit en vous (...) Ces histoires se terminent, mais elles laissent une multitude de questions sans réponse. Quel est ce monde où l’on vit? » — Aleksandar Mićić
- « La froideur des couleurs est en accord avec les personnages éthéreux, qui ne sont plus que des symboles rythmés par le récit. » — Aleksandar Žikić
- « Tout constitue un ensemble qui examine la Question des Balkans et les relations de cette région avec l’Europe, en tenant compte de l’ historique, l’anthropologique, la psychologique, mystique et des points de vue politiques, et cela, au moyens et formes subtiles et délicates tels que métaphores, préjugés, mythes, traumatismes, expériences concrètes... » — Slobodan Ivkov
- « La bande dessinée sensuelle Le service à thé Wedgwood du duo Tucić et Stefanović, attire par ses couleurs et sa technique d’exécution. Il est facile de s’immerger dans cette merveilleuse histoire (...) La narration fluide nous emmène à travers d’ incroyables volte-faces d’amour, décrivant tentatives et défaites héroïquement assumées — ainsi qu’une fin inattendue, révélant un côté du récit complètement singulier. Si au moins des bandes dessinées de ce genre pouvaient être créés en Pologne... » — Artur Dlugosz, Pologne[8]